# Bánh gối
Bánh gối Bắc Bộ hay bánh xếp ở Nam Bộ (ở Trung Bộ gọi là bánh quai vạc chiên) là một loại bánh xuất xứ từ Hải Phòng, khi ăn bánh vẫn còn giòn tan như cái giòn của vỏ bánh và giàu hương vị. Theo các nhà ẩm thực thì bánh gối xuất hiện tại Hải Phòng và Hà Nội trước năm 1948, nghĩa là bánh gối xuất hiện như một món ăn vặt cùng thời điểm với những bánh chín tầng mây, quẩy, há cảo,...

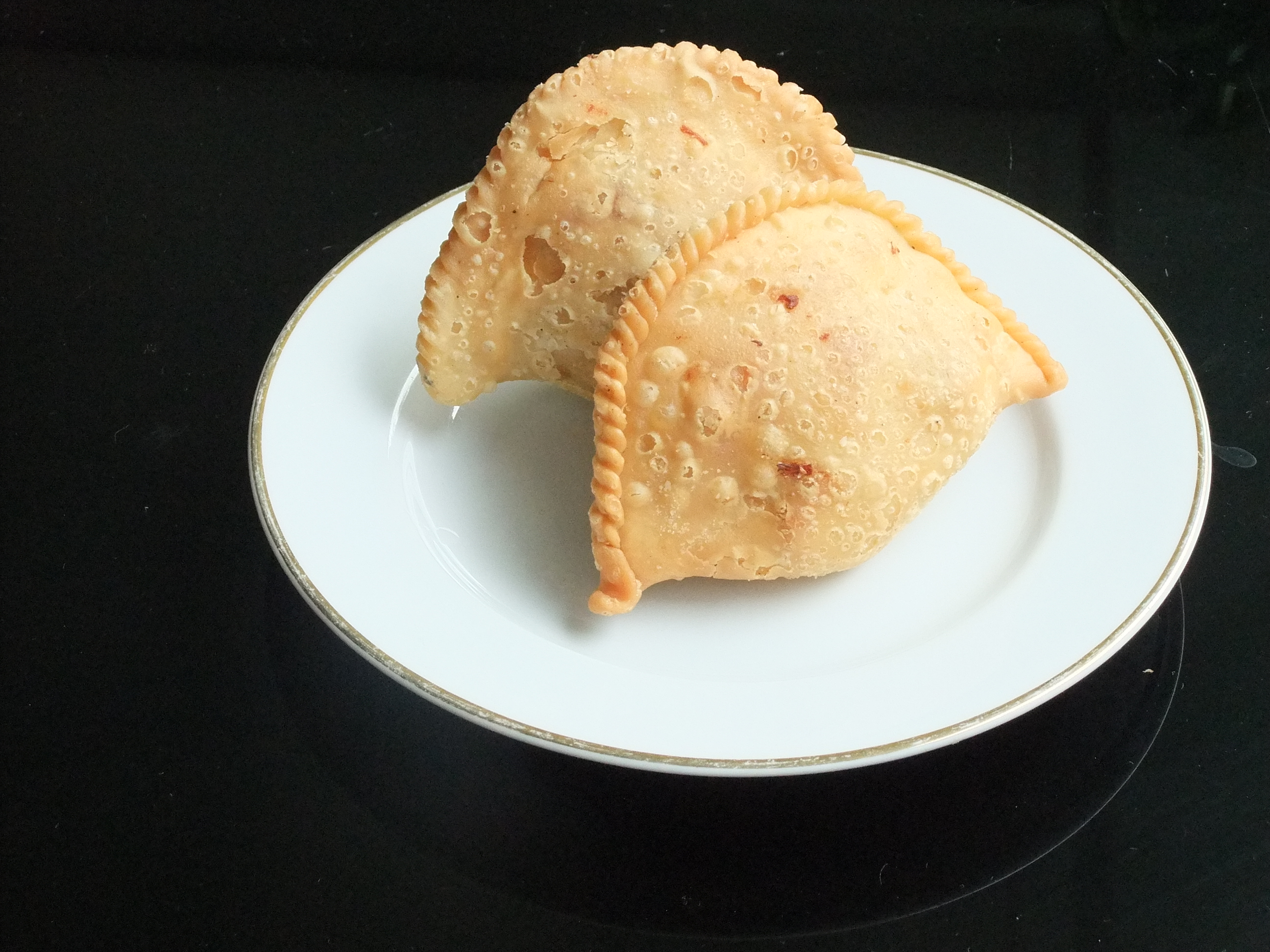
Hai cái bánh gối

## Biến tấu

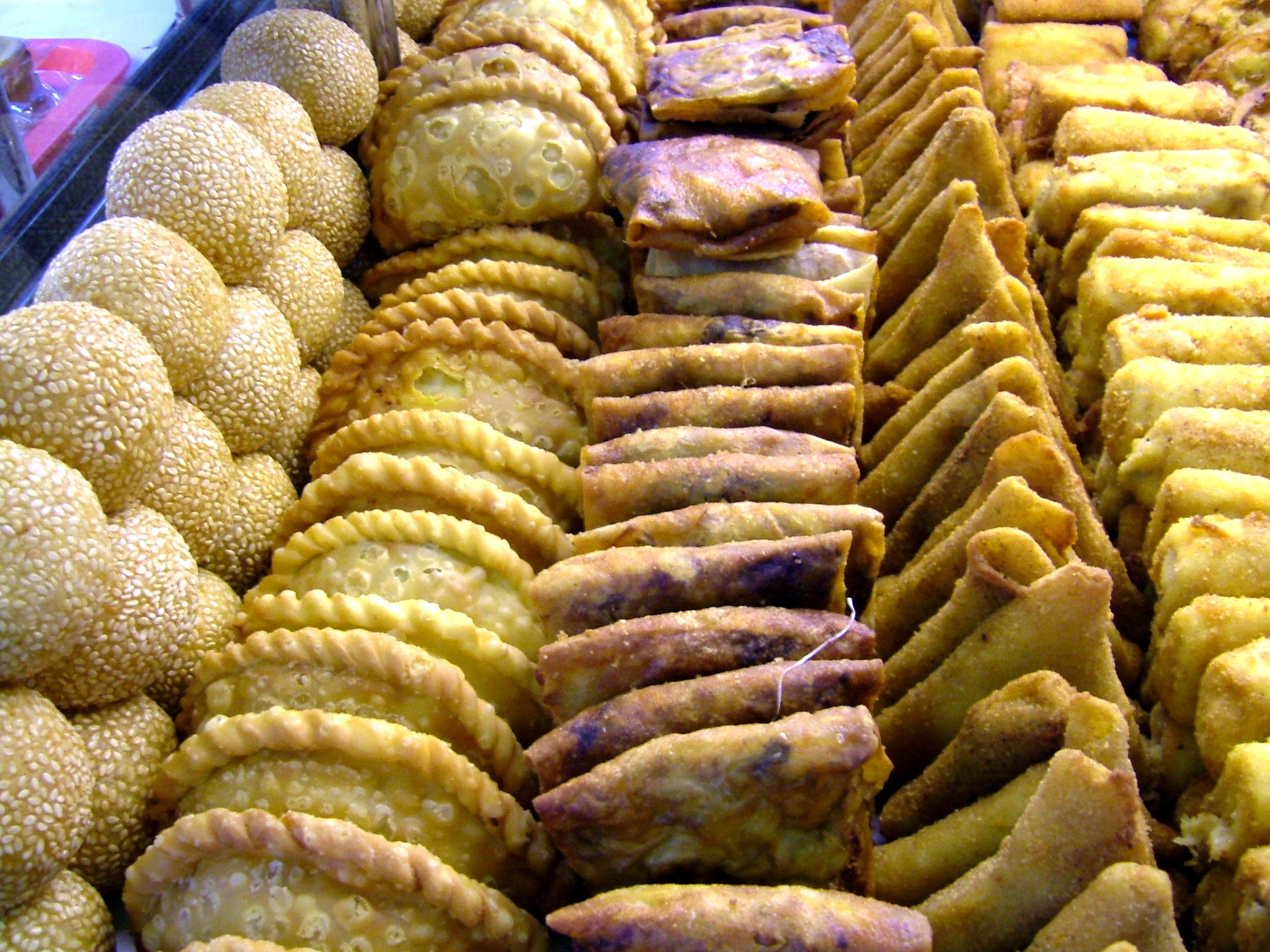
Một phiên chợ đầu mối ở Trung Quốc bán những món bánh chiên, trong đó có bánh gối (cạnh bánh rán vừng)

Bánh gối cà ri (tiếng Mã Lai: Karipap, Epok-epok; tiếng Trung: 咖哩角,咖哩饺; bính âm: gālí jiǎo; tiếng Thái: กะหรี่ปั๊บ, RTGS: karipap) là một chiếc bánh nhỏ bao gồm cà ri với thịt gà và khoai tây trong vỏ bánh chiên giòn hoặc nướng. Cà ri khá dày để ngăn không cho nó chảy ra khỏi vỏ bánh.
Là món ăn nhẹ phổ biến ở Malaysia và Singapore, bánh 
gối cà ri là một trong những loại với các loại nhân khác nhau, mặc dù bây giờ nó là loại phổ biến nhất. Các giống phổ biến khác bao gồm trứng, cá mòi, và hành hoặc có vị ngọt như khoai mỡ.
Bánh được thưởng thức trên khắp Brunei, Malaysia, Indonesia, Singapore, Myanmar và Thái Lan. Nó cũng có nhiều điểm tương đồng với empanada, một loại bánh ngọt phổ biến ở các quốc gia nói tiếng Tây Ban Nha và Bồ Đào Nha.

## Sự phổ biến trên thế giới
Ngoài việc bánh gối có xuất xứ từ há cảo chiên của người Hoa, lại có ý kiến cho rằng bánh gối có nguồn gốc từ samosa của Ấn Độ hay từ món bánh gối empanada của ẩm thực Mỹ - Latinh.
Đúng như tên gọi Empanadas có nghĩa là "gói trong bánh mì" thì bánh Empanadas có hai phần chính quan trọng là phần vỏ bánh và phần nhân bên trong. Phần vỏ bánh thì hầu như khá giống nhau ở nhiều nước và phần lớn được làm từ bột mì, đôi khi có nơi người ta sử dụng bột ngô, bột khoai tây,... Mặc dù chưa có khẳng định chắc chắn nào về nơi bắt nguồn của bánh Empanadas, nhưng theo nhiều tài liệu ghi nhận lại thì Empanadas xuất hiện sớm nhất ở Tây Ban Nha. Trong một quyển sách dạy nấu ăn ở Catalan, Tây Ban Nha xuất bản năm 1520 thì đã có ghi chép về cách chế biến món bánh Empanadas với hương vị hải sản. Và Empanadas trong tiếng Tây Ban Nha có nghĩa là "gói trong bánh mì".
Empanadas thường có một hình dạng phổ biến là hình bán nguyệt. Người ta sẽ cán mỏng vỏ bánh cho có hình tròn, đặt nhân lên và gấp đôi bánh lại, đồng thời ép chặt mép bánh cho 2 lớp vỏ dính vào nhau là đã ra hình bán nguyệt đẹp mắt. Tuy nhiên cũng có nơi, người ta làm bánh Empanadas theo dạng hình tròn, thay vì gấp đôi vỏ bánh lại thì người ta sử dụng 2 lớp vỏ bánh chồng lên nhau. Chính vì dạng bánh hình bán nguyệt này mà người Quảng Đông ở Trung Quốc mới đưa vào Việt Nam món há cảo chiên mà người Việt chúng tamới có món bánh gối bây giờ.
Empanadas có 2 loại nhân cơ bản là nhân ngọt và nhân mặn. Nhân ngọt thì thường bao gồm các nguyên liệu như bơ, trứng, socola, mật ong, các loại trái cây... Nhưng loại bánh Empanadas nhân mặn thường phổ biến hơn.
Bánh Empanadas nhân mặn rất đa dạng nguyên liệu như thịt heo, bò, gà, hải sản... hoặc thậm chí có nơi người ta còn sử dụng thịt dê, thịt Ilama (loại lạc đà không bướu) để làm phần nhân bánh. Ngoài nguyên liệu chính là thịt thì nhân bánh Empanadas còn được cho thêm các nguyên liệu như khoai tây, quả oliu thái nhỏ, phô mai, trứng, rau củ... nên khá đa dạng khẩu vị cho người ăn lựa chọn.
Sau khi gói bánh Empanadas xong thì người ta sẽ cho vào lò nướng hoặc nếu không có lò nướng sẽ mang bánh Empanadas đi rán chín cũng được. Tuy nhiên, nướng bằng lò thì bánh sẽ chín đều và ít ngấy dầu hơn.
Ở hầu hết các nước phổ biến bánh Empanadas thì người ta thường sử dụng bánh này cho bữa ăn sáng, ăn xế. Đặc biệt vào dịp lễ hội thì các gia đình cũng thường làm bánh Empanadas để bữa ăn trở nên phong phú hơn.
Một trong những lý do bánh Empanadas phổ biến ở nhiều nước phương Tây có lẽ do đây là loại bánh khá dễ làm. Đặc biệt phần nhân bánh thì tùy khẩu vị, tùy đặc sản từng vùng mà người làm bánh có thể "thiên biến vạn hóa" theo sở thích riêng. Do đó, bánh Empanadas đi qua mỗi nước sẽ có vài biến thể đặc trưng riêng biệt khiến cho món bánh 
này trên thế giới càng có nhiều phiên bản đa dạng, ăn hoài không thấy ngán nên số lượng người yêu chuộng nó cũng ngày càng nhiều hơn.

### Argentina

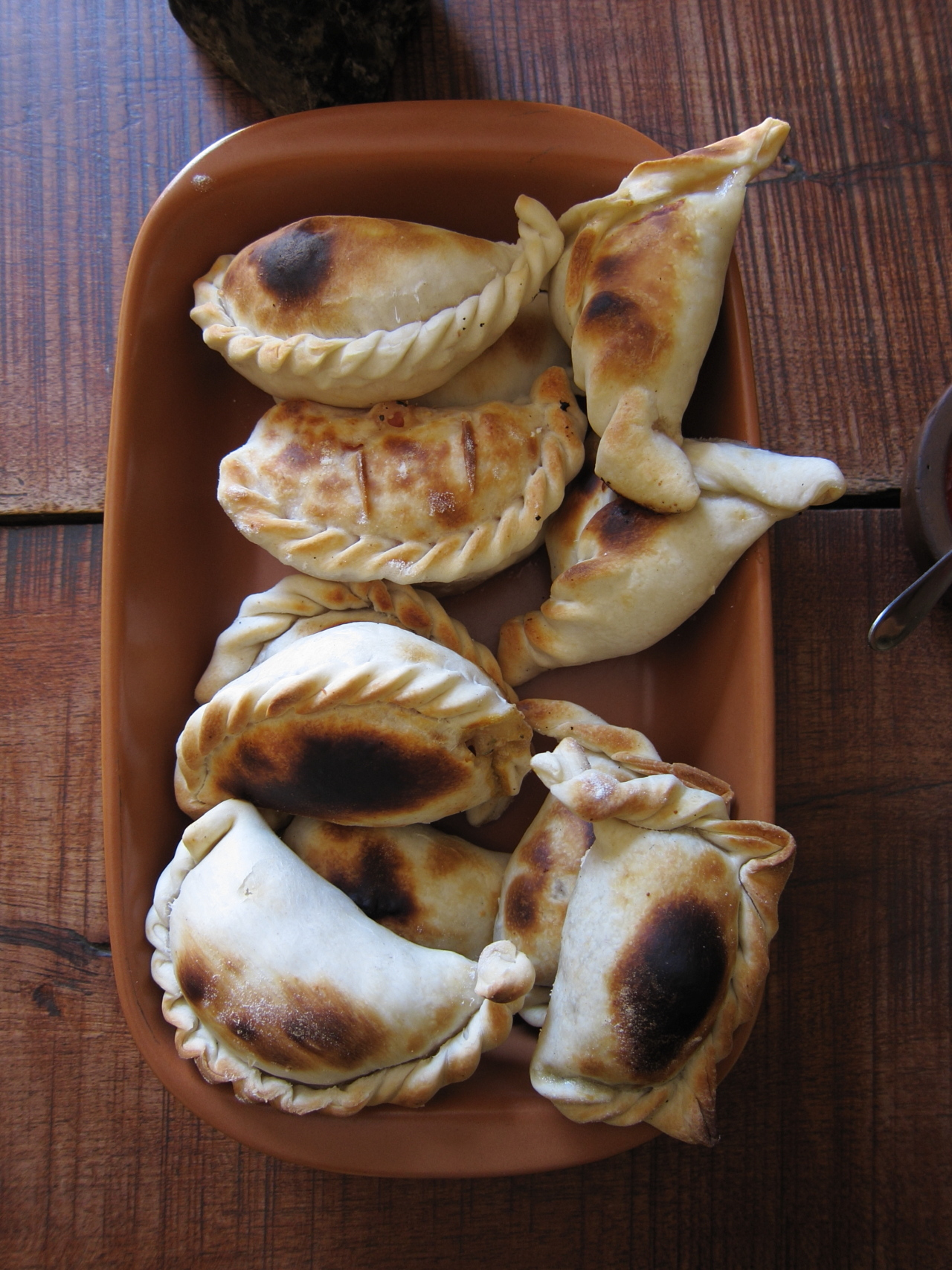
Một đĩa bánh gối empanada của Argentina

Empanada của Argentina thường được phục vụ trong các bữa tiệc và lễ hội như một món khai vị hoặc món chính. Các cửa hàng chuyên về empanadas mới làm, với nhiều hương vị và nhân.
Bột được làm bằng bột mì và thịt bò nhỏ giọt cho các chất độn khác nhau từ tỉnh này sang tỉnh khác. Một số nơi sử dụng thịt gà, và một số nơi thịt bò (hình khối hoặc mặt đất tùy theo khu vực) gia vị với thì là và ớt bột. Một số chất độn khác là hành tây, trứng luộc, ô liu hoặc nho khô. Empanadas có thể được nướng hoặc chiên. Nó cũng có thể chứa giăm bông, cá, humita (ngô ngọt với sốt trắng) hoặc rau bina; một trái cây được sử dụng để tạo ra một món tráng miệng empanada. Đối với các khu vực nội địa, chúng có thể được thêm gia vị với ớt.
Ở những nơi đó (thường là cửa hàng bán ra), nơi một số loại được phục vụ, một loại bánh quy hoặc mẫu, được thêm vào nếp bánh ngọt để phân biệt các loại (mặc dù ngày nay phổ biến hơn là ghi một chữ cái - một dấu hiệu viết tắt của điền - vào bột). Ở các thành phố lớn hơn, empanadas được ăn nhiều hơn là thức ăn mang đi, có nguồn gốc từ các nhà hàng chuyên về món ăn này. Họ thường mang hàng chục loại khác nhau, điều này không xảy ra ở các tỉnh phía bắc, nơi empanadas thường được làm tại nhà, với nhiều công thức truyền thống hơn.
Trong Mùa Chay và Phục Sinh, trám empanadas de Cuaresma với cá (thường là cá chó hoặc cá ngừ) là phổ biến.

### Bangladesh
Empanadas được gọi là kushli pitha ở Bangladesh. Thứ nhồi phổ biến nhất là dừa và đường thốt nốt có gia vị quế. Chúng thường được ăn như đồ ăn nhẹ trong thời gian uống trà.

### Belize

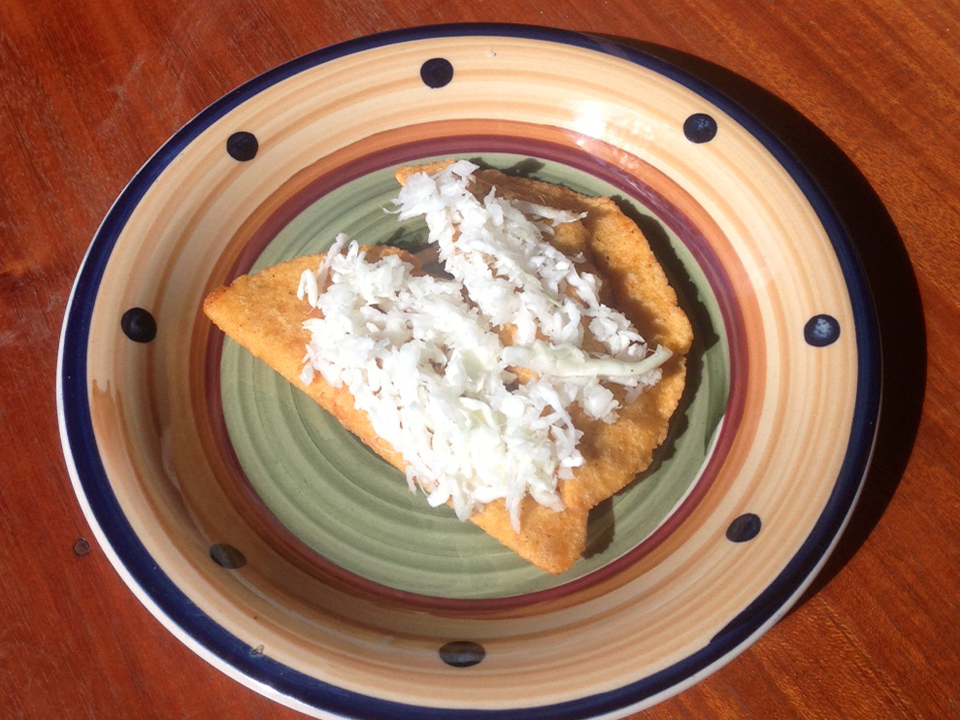
Panades - bánh gối của Belize

Ở Belize, empanadas được gọi là panade. Chúng được làm bằng masa (bột ngô) và thường được nhồi với cá, gà hoặc đậu. Chúng thường được chiên giòn và ăn kèm với bắp cải hoặc salsa topping. Panades thường được bán dưới dạng thức ăn đường phố.

### Cape Verde
Ẩm thực Cape Verde cũng có pastel. Cape Verdean pastéis thường chứa đầy cá ngừ cay. Một loại đặc biệt, pastel com o diabo dentro (nghĩa đen: Pastel với ác quỷ bên trong), đặc biệt cay, và được làm bằng một loại bột làm từ khoai lang và bột ngô.

### Philippines

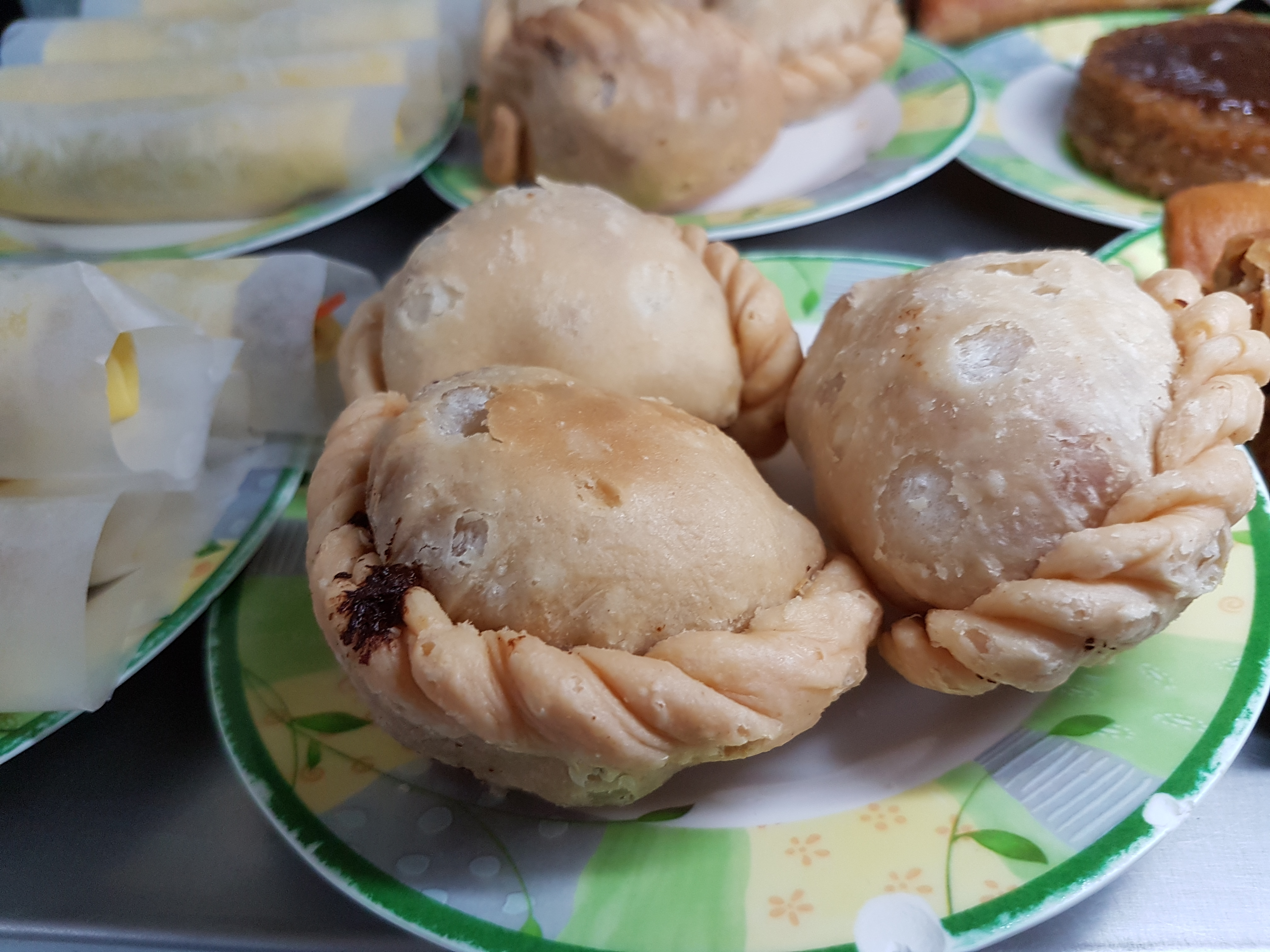
Bánh gối empanadas của Philippines

Empanadas chiên Philippines, với thịt bò xay, khoai tây, cà rốt, phô mai và nho khô trong một lớp vỏ mỏng, giòn
Empanadas Philippines thường chứa thịt bò xay, thịt lợn hoặc thịt gà, khoai tây, hành tây xắt nhỏ và nho khô (hơi giống với picadillo của Cuba) trong một loại bánh bột mì có vị ngọt. Có hai loại có sẵn: loại nướng và loại chiên dễ vỡ. Để giảm chi phí, khoai tây thường được thêm vào như một phần mở rộng, trong khi chất làm đầy khác là kutsay, hoặc hẹ tỏi (kutsay ở Cebuano và Tagalog; 韭菜 kú-chhài ở Lan-nang).

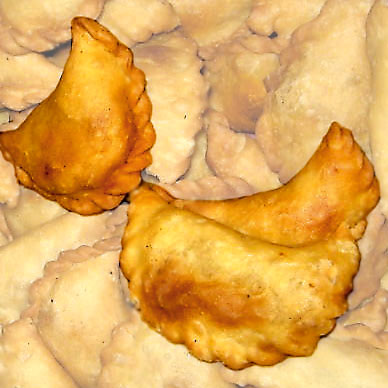
Bánh gối cà ri (curry puff) là biến thể của empanadas thường thấy ở các nước Đông Nam Á

Empanadas ở phía bắc của Ilocos là khác nhau. Chúng thường có nhân đu đủ xanh, đậu xanh và đôi khi là xúc xích Ilocano xắt nhỏ (chorizo) hoặc longaniza và lòng đỏ trứng. Cũng có những người làm empanada chứa đầy cà tím nghiền và bắp cải, mà họ gọi là poqui poqui.

### Sicilia-Ý

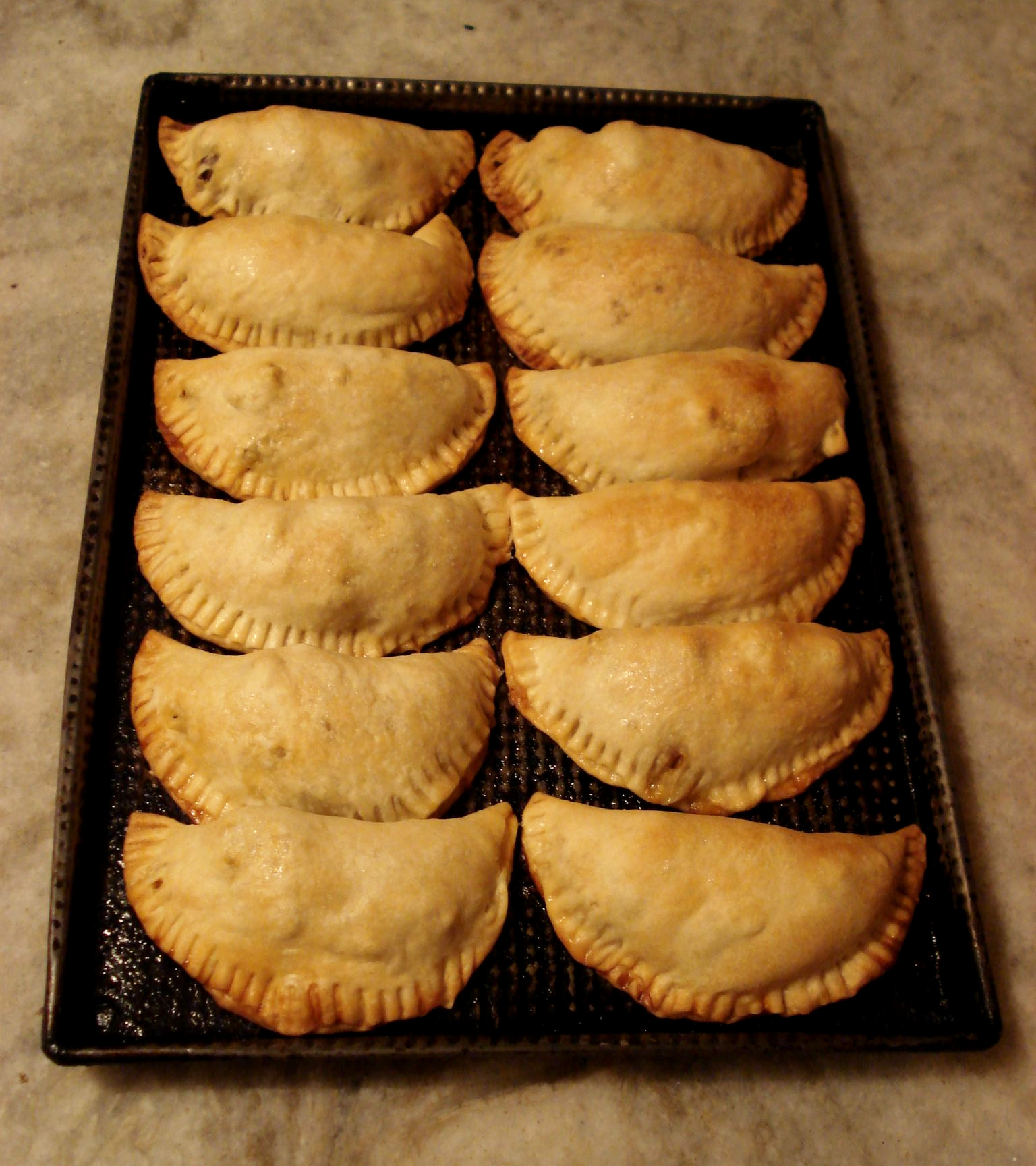
Mpanatigghi - bánh gối ở Sicilia, Ý

Mpanatigghi được nhồi, bao gồm panzarotti hình nửa người chứa đầy hỗn hợp hạnh nhân, quả óc chó, sô cô la, đường, quế, đinh hương và thịt bò băm. Đây là những điển hình của Modica, ở tỉnh Ragusa, Sicilia. Chúng còn được gọi là impanatiglie hoặc dolce di carne (pasty của thịt).

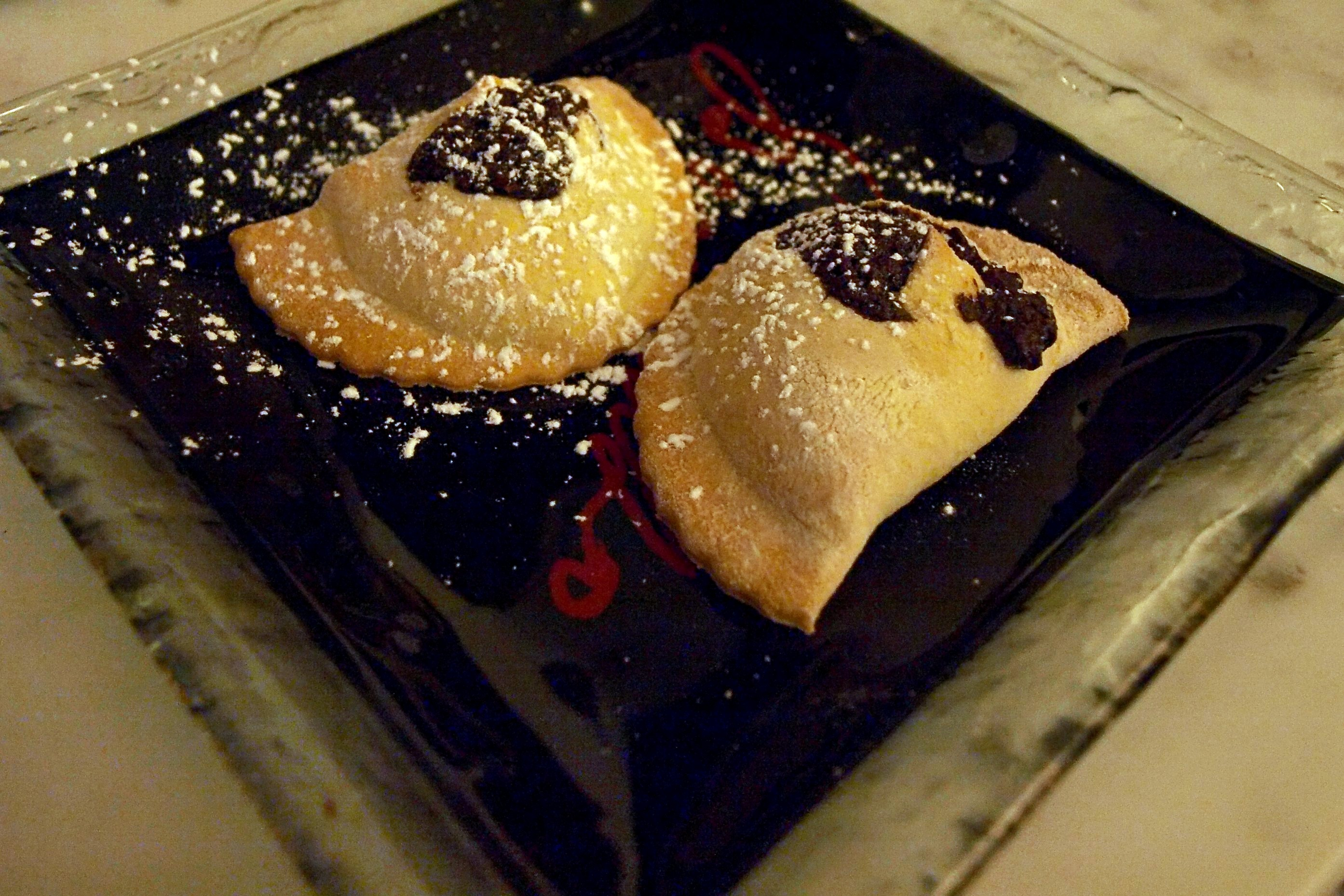
'Mpanatigghi nhân ngọt

Họ có lẽ đã được người Tây Ban Nha giới thiệu trong thời gian cai trị của họ ở Sicily diễn ra vào thế kỷ XVI; điều này được gợi ý từ nguyên nhân của cái tên xuất phát từ "empanadas hoặc empanadillas" (empanada) của Tây Ban Nha, cũng như từ sự kết hợp hơi khác thường giữa thịt và sô cô la, xuất hiện nhiều lần trong ẩm thực Tây Ban Nha. Trong các thế kỷ trước để chuẩn bị thịt 'mpanatigghi đã được sử dụng nhưng ngày nay thịt bò được sử dụng.

### Hoa Kỳ

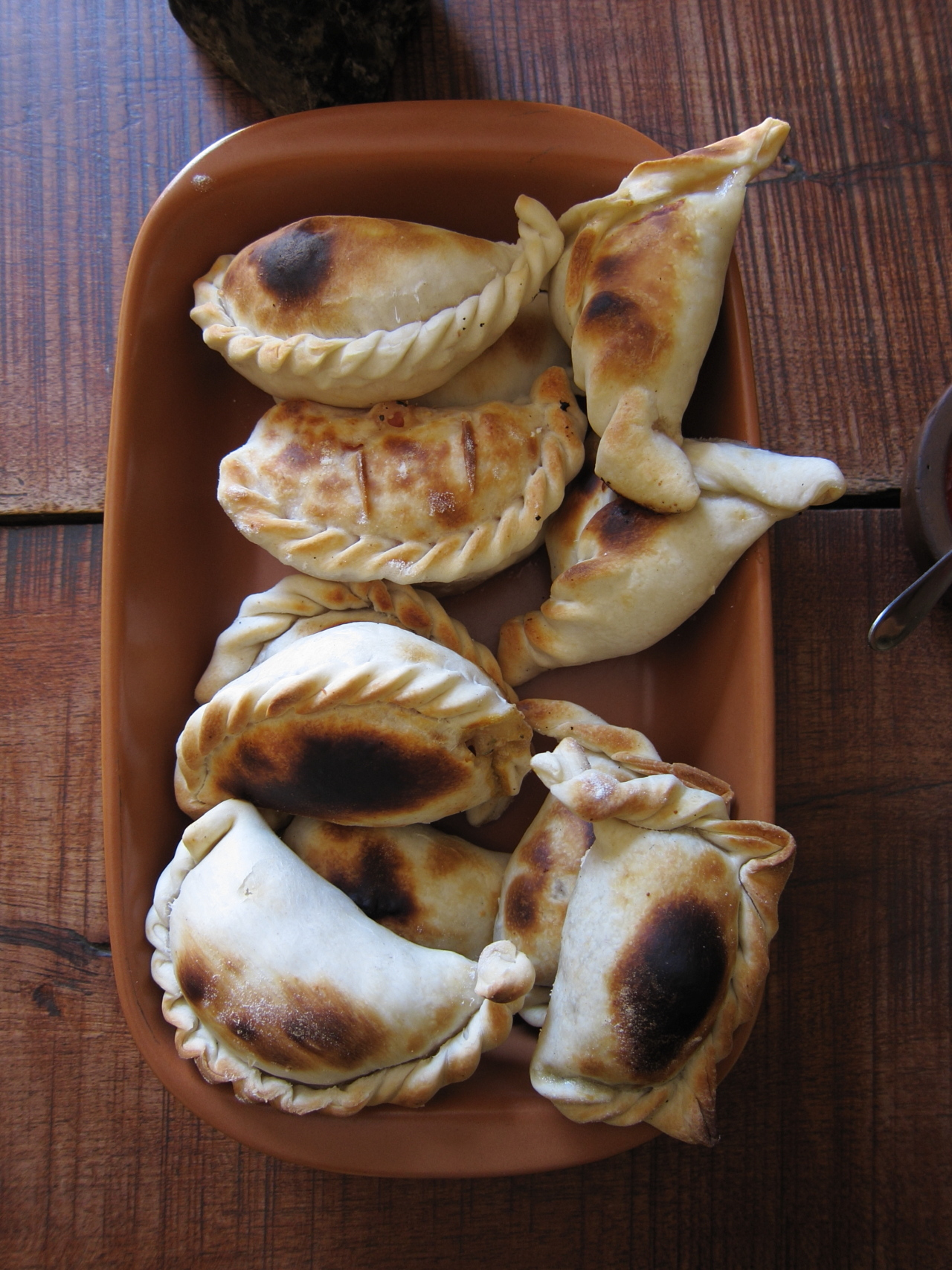
Empanada ở Los Angeles

Empanadas, chủ yếu dựa trên công thức nấu ăn Nam Mỹ, được phổ biến rộng rãi ở thành phố New York, New Jersey và Miami từ xe thức ăn, xe tải thực phẩm và nhà hàng. Empanadas thường được tìm thấy ở các khu vực Hoa Kỳ có dân số gốc Tây Ban Nha lớn, như San Antonio và Los Angeles.